# جيمس إليس
جيمس إليس (بالإنجليزية: James Ellis)‏ هو ممثل بريطاني، ولد في 15 مارس 1931 في المملكة المتحدة، وتوفي بنفس المكان في 8 مارس 2014 بسبب سكتة.

## وصلات خارجية
- جيمس إليس على موقع IMDb (الإنجليزية)
- جيمس إليس على موقع قاعدة بيانات الفيلم (الإنجليزية)